# Komenda Rejonu Uzupełnień Białystok

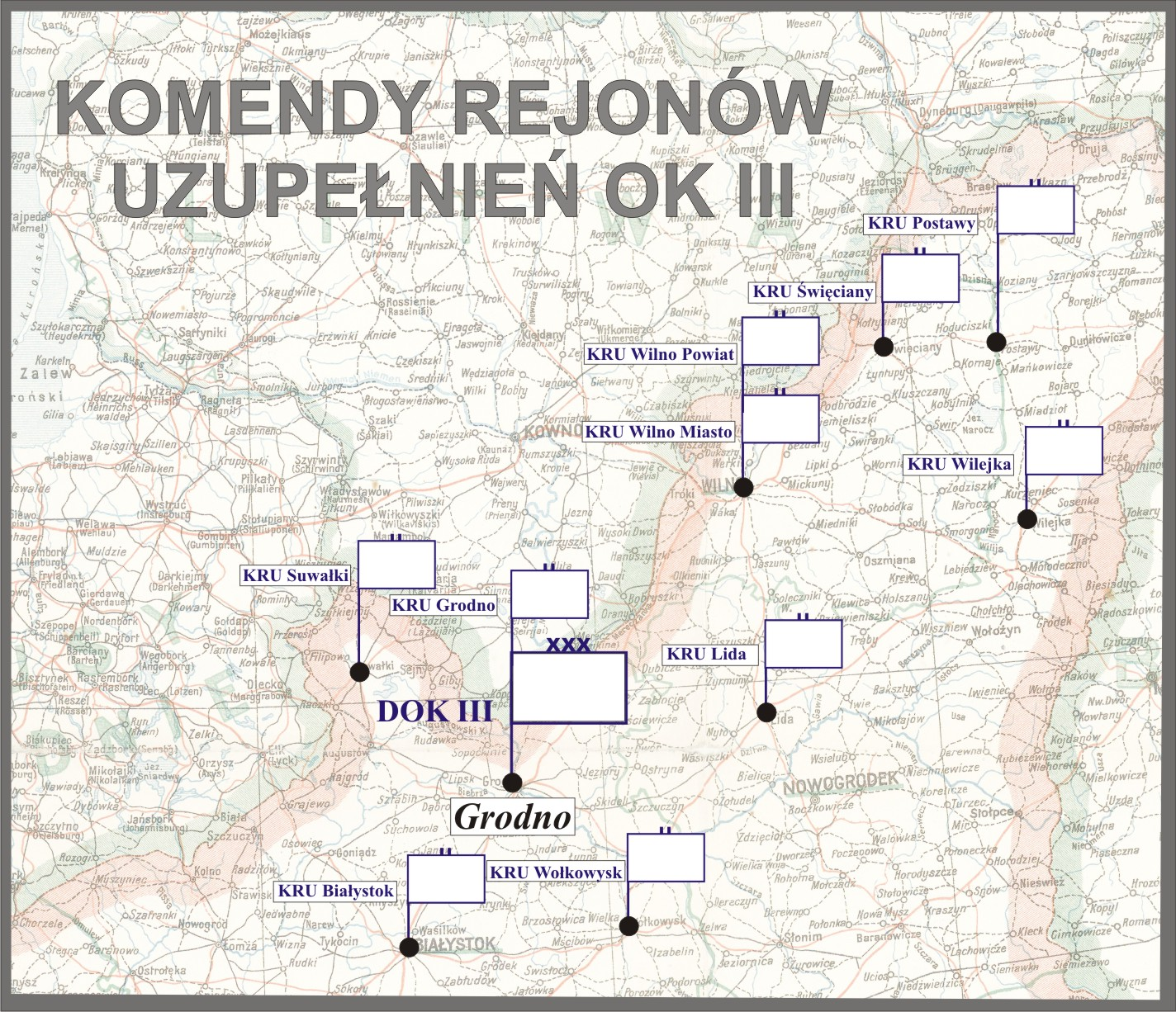
Komendy rejonów uzupełnień DOK III

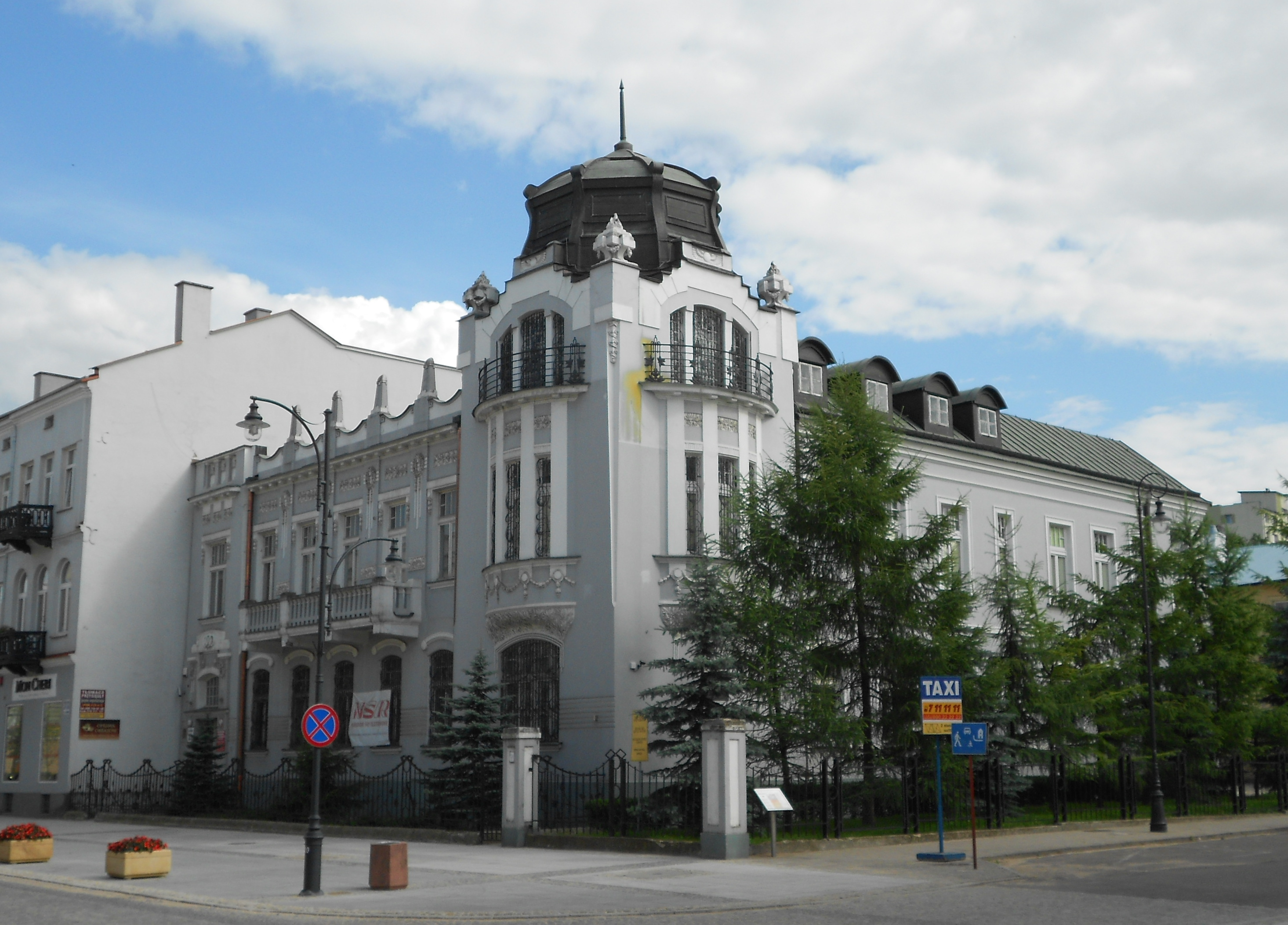
Pałac Nowika w Białymstoku. Widok od ul. Lipowej.

Komenda Rejonu Uzupełnień Białystok (KRU Białystok) – organ wojskowy właściwy w sprawach uzupełnień Sił Zbrojnych II Rzeczypospolitej i administracji rezerw w powierzonym mu rejonie.

## Historia komendy
24 czerwca 1919 roku minister spraw wojskowych ustanowił Powiatową Komendę Uzupełnień Białystok obejmującą powiaty: białostocki, bielski i sokólski. PKU Białystok podlegała Dowództwu Okręgu Generalnego „Warszawa” .
W czerwcu 1921 roku PKU 42 pp podlegała DOGen. „Warszawa” i nadal obejmowała swoją właściwością powiaty: białostocki, bielski i sokólski. Komenda mieściła się wówczas w Białymstoku przy ul. św. Rocha 2 .
W listopadzie 1921 roku, po wprowadzeniu podziału kraju na dziesięć okręgów korpusów oraz wprowadzeniu pokojowej organizacji służby poborowej, PKU 42 pp została przemianowana na PKU Białystok i podporządkowana Dowództwu Okręgu Korpusu Nr I. Okręg poborowy PKU Białystok obejmował powiaty: białostocki i wysokomazowiecki. Powiat bielski został włączony do nowo powstałej PKU Bielsk Podlaski, a powiat sokólski do nowo sformowanej PKU Augustów w Sokółce, natomiast powiat wysokomazowiecki został wyłączony z PKU 15 pp w Ostrowi. Komenda miała swoją siedzibę przy ul. św. Rocha 3.
21 listopada 1921 generał podporucznik Stefan de Latour „podał do wiadomości i ścisłego zastosowania się nowy podział D-twa Okr. Korp. Nr I Warszawa na PKU obowiązujący z dniem 15 XI 1921”. W załączonym wykazie wymieniona została Komenda Okręgu Poborowego Nr 15, której zadaniem było „uzupełnianie w pierwszym rzędzie” 42 pułku piechoty, którego Kadra Batalionu Zapasowego stacjonowała w Białymstoku.
23 listopada 1921 roku redakcja „Kuriera Białostockiego” poinformowała czytelników, że dotychczasowa nazwa „Powiatowa Komenda Uzupełnień” została zmieniona na „Komenda Okręgu Poborowego”.
W dniach 1 i 5 grudnia 1921 roku w lokalu przy ul. Kolejowej 20 przeprowadzono pobór mężczyzn urodzonych w latach 1899 i 1900 z miasta Białystok i powiatu białostockiego.
7 grudnia 1921 roku redakcja „Kuriera Białostockiego” poinformowała czytelników, że w dniach 10 i 17 grudnia w siedzibie PKU komisja przeglądowa urzędować będzie dodatkowo dla tych wszystkich, którzy nie stawili się do przeglądu wojskowo-lekarskiego, lub którym upłynął termin odroczenia. Ponadto zakomunikowano, że chwilowo zmieniona nazwa „Komenda Okręgu Poborowego” przestała obowiązywać.
Z dniem 1 sierpnia 1924 roku minister spraw wojskowych wyłączył z PKU Łomża powiat szczuczyński i wcielił do PKU Białystok, natomiast z dniem 1 września 1924 roku wyłączył powiaty: białostocki, wysokomazowiecki i szczuczyński z Okręgu Korpusu Nr I i wcielił do Okręgu Korpusu Nr III. W kwietniu 1925 roku PKU Białystok nadal administrowała powiatami: białostockim, wysokomazowieckim i szczuczyńskim.
W marcu 1930 roku PKU Białystok nadal podlegała Dowództwu Okręgu Korpusu Nr III i administrowała powiatami: białostockim, wysokomazowieckim i szczuczyńskim (woj. białostockiego). W grudniu tego roku posiadała skład osobowy typ I.
W latach 30. komenda mieściła się w Pałacu Nowika przy ul. Lipowej 35 .
31 lipca 1931 roku gen. dyw. Kazimierz Fabrycy, w zastępstwie ministra spraw wojskowych, rozkazem B. Og. Org. 4031 Org. wprowadził zmiany w organizacji służby poborowej na stopie pokojowej. Zmiany te polegały między innymi na zamianie stanowisk oficerów administracji w PKU na stanowiska oficerów broni (piechoty) oraz zmniejszeniu składu osobowego PKU typ I–IV o jednego oficera i zwiększeniu o jednego urzędnika II kategorii. Liczba szeregowych zawodowych i niezawodowych oraz urzędników III kategorii i niższych funkcjonariuszy pozostała bez zmian.
1 lipca 1938 roku weszła w życie nowa organizacja służby uzupełnień, zgodnie z którą dotychczasowa PKU Białystok została przemianowana na Komendę Rejonu Uzupełnień Białystok przy czym nazwa ta zaczęła obowiązywać 1 września 1938 roku, z chwilą wejścia w życie ustawy z dnia 9 kwietnia 1938 roku o powszechnym obowiązku wojskowym. Obok wspomnianej ustawy i rozporządzeń wykonawczych do niej, działalność KRU Białystok normowały przepisy służbowe MSWojsk. D.D.O. L. 500/Org. Tjn. Organizacja służby uzupełnień na stopie pokojowej z 13 czerwca 1938 roku. Zgodnie z tymi przepisami komenda rejonu uzupełnień była organem wykonawczym służby uzupełnień .
Komendant rejonu uzupełnień w sprawach dotyczących uzupełnień Sił Zbrojnych i administracji rezerw podlegał bezpośrednio dowódcy Okręgu Korpusu Nr III, który był okręgowym organem kierowniczym służby uzupełnień. Rejon uzupełnień nie uległ zmianie i nadal obejmował miasto Białystok oraz powiaty: białostocki, szczuczyński i wysokomazowiecki.

## Obsada personalna
Poniżej przedstawiono wykaz oficerów zajmujących stanowisko komendanta Powiatowej Komendy Uzupełnień i komendanta rejonu uzupełnień oraz wykaz osób funkcyjnych (oficerów i urzędników wojskowych) pełniących służbę w PKU i KRU Białystok, z uwzględnieniem najważniejszych zmian organizacyjnych przeprowadzonych w 1926 i 1938 roku.
Komendanci
- ppłk Józef Czajewski (od 15 VII 1919[25])
- płk piech. Michał Zienkiewicz (1923[7] – VII 1924 → komendant PKU Warszawa Miasto I[26])
- ppłk piech. Paweł Wierzbicki (VII 1924[27] – III 1925 → komendant PKU Augustów w Sokółce[28])
- płk rez. powoł. do sł. czyn. Władysław Morawski (III 1925[29] – IX 1926 → komendant PKU Wilno Miasto[30])
- mjr tyt. ppłk piech. Ludwik Szulc[c] (IX 1926[39] – II 1929 → dyspozycja dowódcy OK III[40])
- mjr piech. Waldemar Herloff (VII 1929[41] – 30 XI 1931 → stan spoczynku[42])
- mjr piech. Jarosław Kretowicz (III 1932[43] – VII 1935 → dyspozycja dowódcy OK III[44])
- ppłk piech. Zygmunt Szafranowski (VIII 1935 – 1939[45])

Obsada personalna PKU w lipcu 1919 roku
- komendant – ppłk Józef Czajewski
- zastępca komendanta – b. kpt. Stanisław Dąbrowski
- naczelnik kancelarii – urzędnik wojskowy IX rangi Jerzy Salkowski
- oficer gospodarczy – urzędnik wojskowy XI rangi Józef Borek
- referent ewidencyjny – ppor. Teofil Kożuchowski
- oficer ewidencyjny na powiat białostocki – urzędnik wojskowy XI rangi Stanisław Stefański

Obsada pozostałych stanowisk funkcyjnych PKU w latach 1921–1925
- I referent
  - kpt. piech. Kazimierz Bolesław Połtawski (do 15 VIII 1923[47] → 42 pp)
  - kpt. piech. Waldemar Herloff (IX 1923[48] – II 1926 → kierownik I referatu)
- II referent – por. kanc. Piotr Dybaczewski (II 1925[49] – II 1926 → kierownik II referatu)
- oficer instrukcyjny
  - por. piech. Marian Krawczyk (1923)
  - por. piech. Stanisław Hrycek (od XII 1924[50])
- urzędnik wojsk. XI rangi / por. kanc. Gustaw Diszer (do IX 1924 → OE Kolno PKU Łomża[51])
- oficer ewidencyjny na powiat białostocki
  - urzędnik wojsk. XI rangi / por. kanc. Stefan Życki (do XII 1924[52] → PKU Brzeziny w Tomaszowie)
  - chor. Franciszek Nałęcz-Jeleński (od II 1925[53])
- oficer ewidencyjny na powiat wysokomazowiecki
  - urzędnik wojsk. XI rangi Stanisław Socha (od 1 IX 1923[54])
  - urzędnik wojsk. XI rangi / chor. Władysław Mrożek[d] (od XII 1923[56])

Obsada pozostałych stanowisk funkcyjnych PKU w latach 1926–1938
- kierownik I referatu administracji rezerw i zastępca komendanta
  - kpt. / mjr piech. Waldemar Herloff (II 1926 – VII 1929 → komendant)
  - kpt. sap. Czesław I Stankiewicz[e] (p.o. VII[63] – VIII 1929[64] → dyspozycja dowódcy OK III)
  - kpt. żand. / kanc. Marceli Midor[f] (III 1930[71] – 1 XI 1932[72] → praktyka u płatnika 14 dak)
  - kpt. piech. Tadeusz Kazimierz Kosiński (1932[73] – VI 1938 → kierownik I referatu KRU)
- kierownik II referatu poborowego
  - por. kanc. Piotr Dybaczewski[g] (II 1926 – 15 X 1932[72] → praktyka u płatnika 42 pp)
  - kpt. piech. Bolesław Zygmunt Piątkowski (1932[77] – 1 VIII 1933[78] → Dep. Uzup. MSWojsk.)
  - kpt. piech. Eugeniusz Władysław Roth (1933 – VI 1938 → kierownik II referatu KRU)
- referent
  - por. kanc. Ludwik Pawelec[h] (od II 1926)
  - por. kanc. Lucjan Szczepan Olszewski (1928)

Obsada pozostałych stanowisk funkcyjnych KRU w latach 1938–1939
- kierownik I referatu ewidencji – kpt. adm. (piech.) Tadeusz Kazimierz Kosiński[j] †15 IX 1939
- kierownik II referatu uzupełnień – kpt. adm. (piech.) Eugeniusz Władysław Roth[k] (Obóz NKWD w Griazowcu[93])